# 7737 Sirrah
7737 Sirrah è un asteroide della fascia principale. Scoperto nel 1981, presenta un'orbita caratterizzata da un semiasse maggiore pari a 2,4363946 UA e da un'eccentricità di 0,1914045, inclinata di 1,97793° rispetto all'eclittica.